# مسجد غازران
مسجد غازران (بالفارسية: مسجد گازران) هو مسجد تاريخي يعود إلى عصر القاجاريون، ويقع في همدان.